# Jan Przyrowski

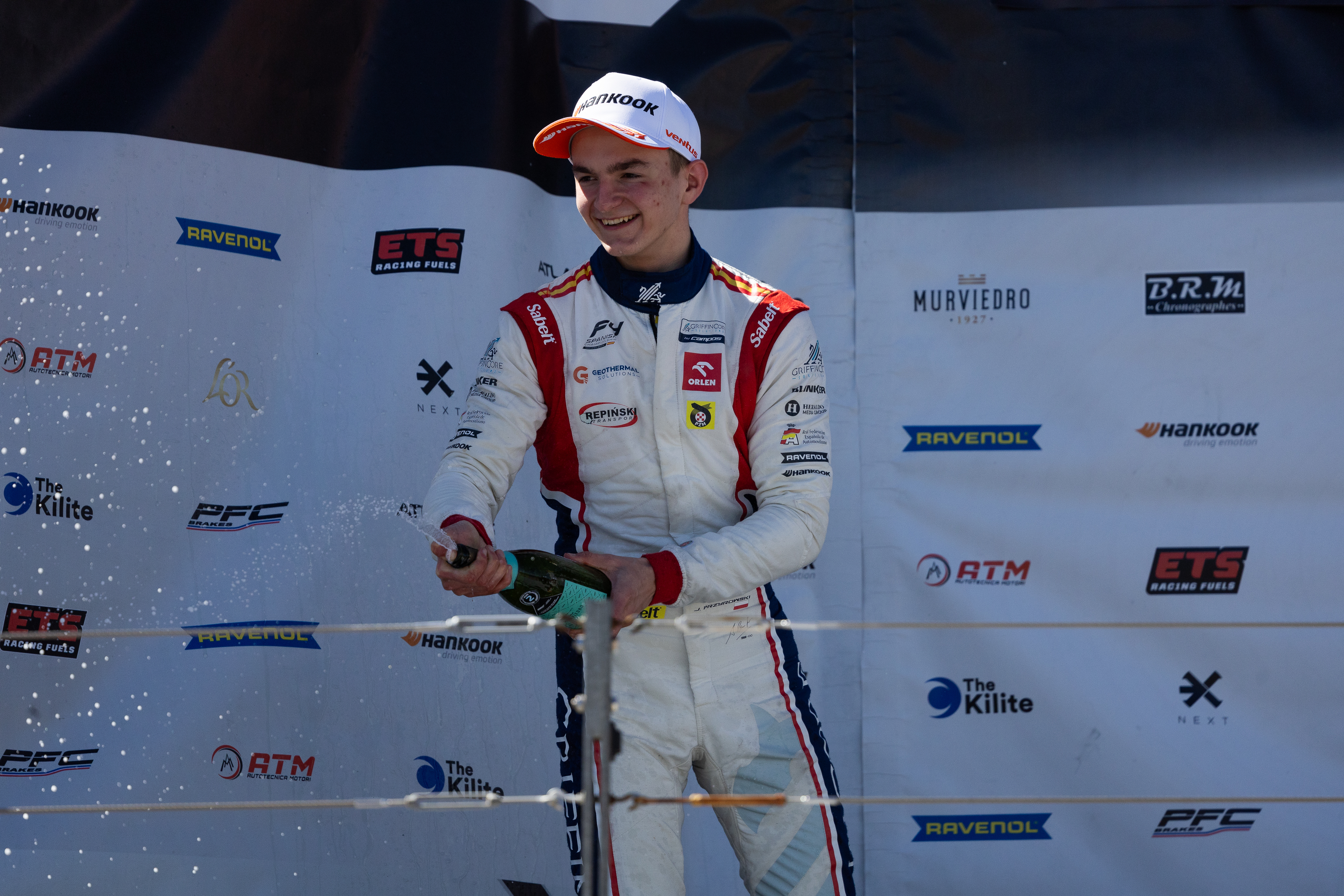
Jan Przyrowski (2025)

Jan Przyrowski (ur. 1 sierpnia 2008 w Rossoszycy) – polski kierowca wyścigowy, który rywalizuje w Hiszpańskiej Formule 4 w zespole Griffin Core by Campos. W 2022 roku został II kartingowym wicemistrzem świata FIA oraz wicemistrzem Europy FIA w kategorii OK-Junior. Od 2024 roku rywalizuje w wyścigach bolidów jednomiejscowych (ang. single-seaters), począwszy od startów w Formula Winter Series i hiszpańskiej F4, oraz jest protegowanym Orlenu.

## Kariera

### Karting
Jan Przyrowski po raz pierwszy zasiadł za kierownicę gokarta w wieku 4 lat. W latach 2013–2015 był związany z zespołem Bambini Racing. Następnie w latach 2016–2019 rywalizował w barwach Elite Racing Development, z którym wywalczył tytuł Kartingowego Mistrza Polski. W sezonie 2019 dołączył do włoskiego zespołu AV Racing i przeszedł przez kolejne kategorie kartingowe. Przełom nastąpił w 2021 roku, kiedy został fabrycznym kierowcą Tony Kart, które słynie ze ścisłej współpracy ze Scuderią Ferrari.
W sezonie 2022 roku Przyrowski zdobył wicemistrzostwo Europy i II wicemistrzostwo świata FIA. Wówczas rywalizował w kategorii OK-Junior. Za osiągnięcia został wyróżniony na Gali FIA i odebrał trofeum w obecności m.in. najlepszej wówczas trójki F1 – Maxa Verstappena, Charlesa Leclerca i Sergio Pereza. W 2023 roku przeniósł się do wyższej kategorii OK-Senior. Wówczas zajął 7. miejsce w Champions of the Future Euro Series (OK-Senior) i 10. miejsce w Kartingowych Mistrzostwach Świata FIA (OK-Senior). W sierpniu tego samego roku został zaproszony przez Ferrari Driver Academy i wziął udział w „campie”, do którego wybrano najlepszych zawodników z jego kategorii wiekowej.

### Formuła 4
Na początku lutego 2024 roku zespół Campos Racing ogłosił, że wówczas 15-letni Jan Przyrowski będzie ich kierowcą w Hiszpańskiej Formule 4. Oficjalnie Polak trafił do składu Griffin Core by Campos i wziął udział w 2 rundach Formula Winter Series (Ricardo Tormo i Barcelona-Catalunya) i pełnym sezonie głównej serii.

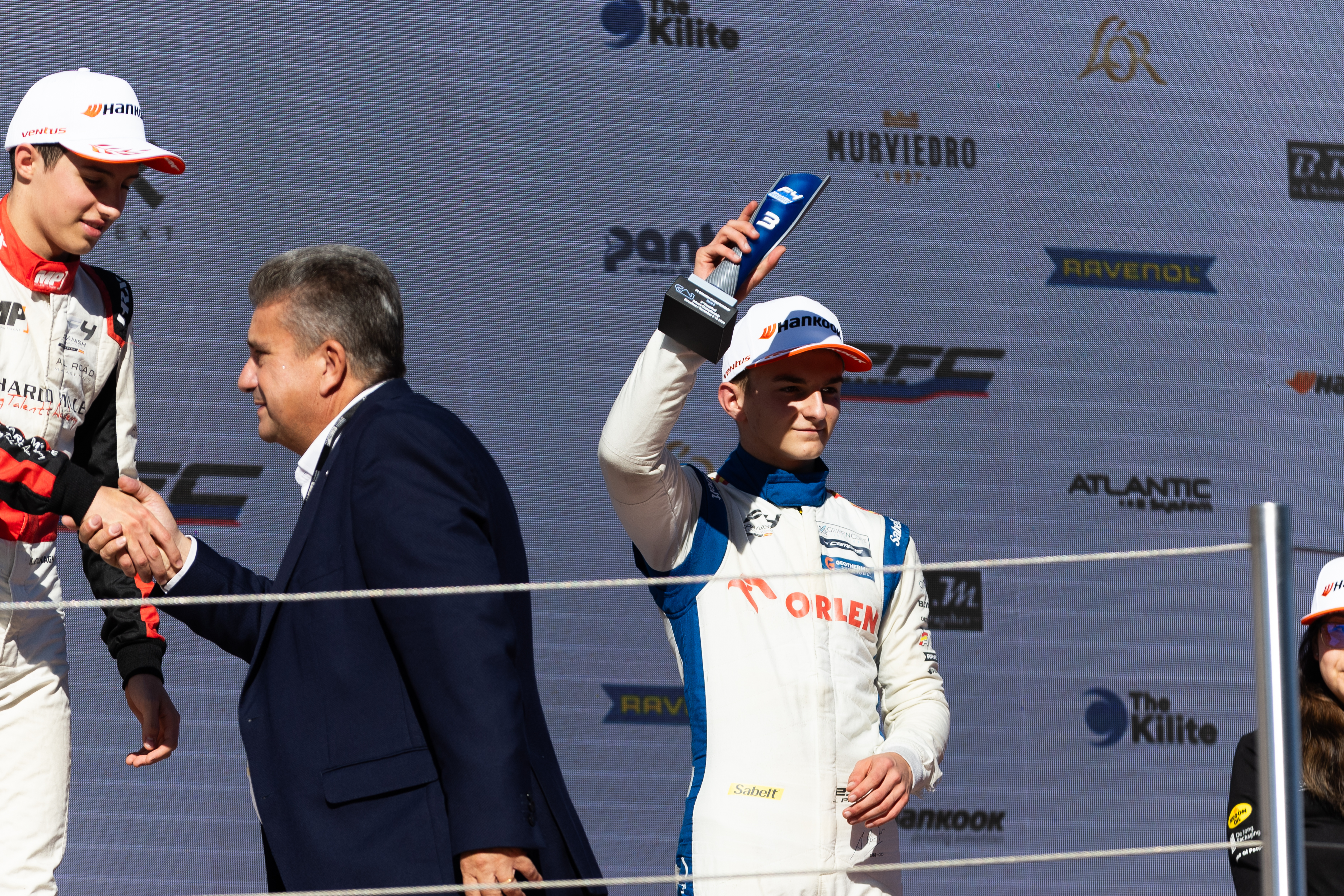
Jan Przyrowski na 3. stopniu podium – Barcelona-Catalunya 2024

W pierwszym swoim sezonie w bolidach jednomiejscowych zajął 10. miejsce w klasyfikacji generalnej kierowców i 6. lokatę wśród debiutantów. Łącznie zgromadził 91 punktów i dwukrotnie stał na podium (3. miejsce na torze Jarama w trzecim wyścigu i 3. miejsce na torze Barcelona-Catalunya w drugim wyścigu) oraz 3 razy ustanawiał najszybsze okrążenie (Paul Ricard, Ricardo Tormo i Barcelona-Catalunya).

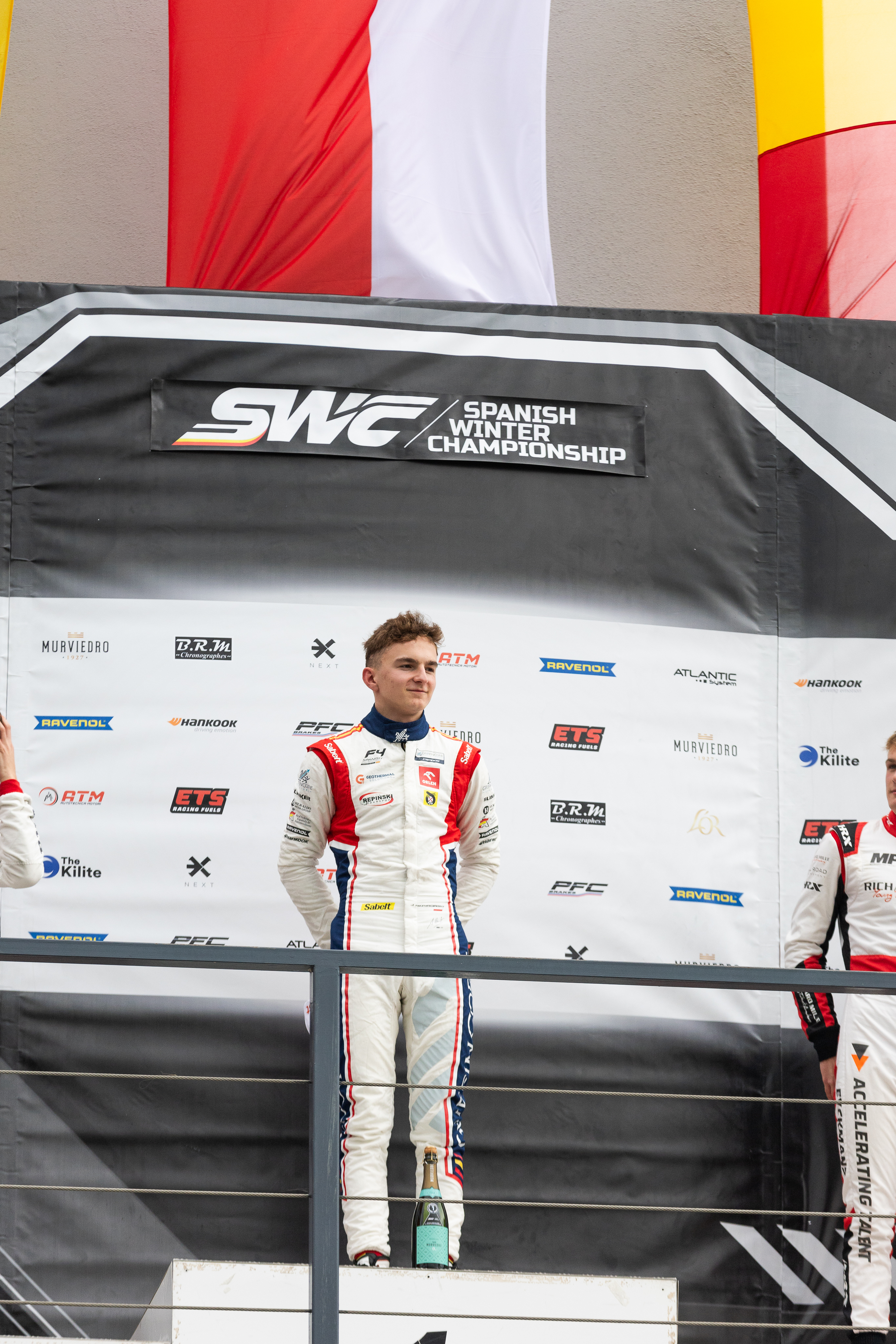
Jan Przyrowski na najwyższym stopniu podium – Navarra 2025 – E4 Spanish Winter Championship

Na sezon 2025 pozostał w zespole Griffin Core by Campos. W E4 Spanish Winter Championship wywalczył wicemistrzostwo serii, po drodze wygrywając 4 wyścigi – najwięcej z całej stawki. Natomiast starty w głównej serii F4 Spanish Championship rozpoczął bardzo dobrze – dwa razy zwyciężał na torze MotorLand Aragon i raz na obiekcie Navarra, utrzymując się w walce o mistrzostwo.
Kalendarz Hiszpańskiej Formuły 4 składa się z potrójnej rywalizacji w trakcie każdego weekendu wyścigowego. Rywalizacja odbywa się w Hiszpanii, Portugalii i Francji. Spora część obiektów gościła w przeszłości królową sportów motorowych, czyli Formułę 1.

## Życie osobiste
Idolem Jana Przyrowskiego jest mistrz świata Formuły 1 z 2007 roku, Kimi Räikkönen. Poza rywalizacją na torze wyścigowym uprawia inne sporty, m.in. piłkę nożną.

## Osiągnięcia wyścigowe

### Formuła 4
| Legenda oznaczeń w tabelach wyników Wyświetl szablon na nowej stronie | Legenda oznaczeń w tabelach wyników Wyświetl szablon na nowej stronie                                                                     |
| Oznaczenie                                                            | Wyjaśnienie |
| --------------------------------------------------------------------- | --- |
| Złoty                                                                 | Zwycięzca lub mistrzostwo |
| Srebrny                                                               | 2. miejsce lub wicemistrzostwo |
| Brązowy                                                               | 3. miejsce lub II wicemistrzostwo |
| Zielony                                                               | Ukończył, punktował (w klasyfikacji generalnej, gdy zdobył co najmniej jeden punkt na przestrzeni sezonu, poza trzema powyższymi opcjami) |
| Niebieski                                                             | Ukończył, nie punktował (w klasyfikacji generalnej, gdy nie zdobył co najmniej jednego punktu na przestrzeni sezonu)                      |
| Czerwony                                                              | Nie zakwalifikował się (NZ) |
| Czerwony                                                              | Nie prekwalifikował się (NPK) |
| Różowy                                                                | Nie ukończył (NU) |
| Różowy                                                                | Niesklasyfikowany (NS) (w klasyfikacji generalnej, gdy nie został sklasyfikowany w żadnym wyścigu sezonu)                                 |
| Czarny                                                                | Zdyskwalifikowany (DK) |
| Czarny                                                                | Wykluczony (WYK/EX) |
| Biały                                                                 | Nie wystartował (NW) |
| Biały                                                                 | Kontuzjowany (K/INJ) |
| Biały                                                                 | Wyścig odwołany (OD/C) |
| Bez koloru                                                            | Został wycofany (WYC/WD) |
| Bez koloru                                                            | Nie przybył (NP/DNA) |
| Bez koloru                                                            | Nie brał udziału w treningach (NT/DNP) |
| Bez koloru                                                            | Nie został zgłoszony (–) |
| Pogrubienie                                                           | Start z pole position |
| Kursywa                                                               | Najszybsze okrążenie wyścigu |
| †                                                                     | Nie ukończył, ale jego rezultat został zaliczony ze względu na przejechanie więcej niż 90% dystansu wyścigu.                              |
| *                                                                     | Sezon w trakcie |
| 1/2/3                                                                 | Punktowana pozycja w sprincie |
| Lista systemów punktacji Formuły 1                                    | |

| Sezon | Seria wyścigowa                | Zespół                 | Rundy | Wyścigi | Wygrane | PP | FL | Podium | Liczba punktów | Pozycja |
| ----- | ------------------------------ | ---------------------- | ----- | ------- | ------- | -- | -- | ------ | -------------- | ------- |
| 2024  | Formula Winter Series          | Griffin Core by Campos | 2     | 6       | 0       | 0  | 0  | 0      | 8              | 22.     |
| 2024  | Hiszpańska Formuła 4           | Griffin Core by Campos | 7     | 21      | 0       | 0  | 3  | 2      | 91             | 10.     |
| 2025  | E4 Spanish Winter Championship | Griffin Core by Campos | 3     | 9       | 4       | 2  | 2  | 4      | 118            | 2.      |

| Sezon | Seria wyścigowa      | Zespół                 | Liczba punktów | Wygrane | Pozycja |
| ----- | -------------------- | ---------------------- | -------------- | ------- | ------- |
| 2025* | Hiszpańska Formuła 4 | Griffin Core by Campos | 110            | 3*      | 3.      |